# العلاقات الغابونية الباكستانية
العلاقات الغابونية الباكستانية هي العلاقات الثنائية التي تجمع بين الغابون وباكستان.

## مقارنة بين البلدين
هذه مقارنة عامة ومرجعية للدولتين:
| وجه المقارنة                                              | الغابون                        | باكستان                     |
| --------------------------------------------------------- | ------------------------------ | --------------------------- |
| المساحة (كم2)                                             | 267.67 ألف                     | 881.91 ألف                  |
| عدد السكان (نسمة)                                         | 2.03 مليون                     | 197.02 مليون                |
| الكثافة السكانية (ن./كم²)                                 | 7.58                           | 223.4                       |
| العاصمة                                                   | ليبرفيل                        | إسلام آباد                  |
| اللغة الرسمية                                             | لغة فرنسية                     | لغة إنجليزية، اللغة الأردية |
| العملة                                                    | فرنك وسط أفريقي                | روبية باكستانية             |
| الناتج المحلي الإجمالي (بليون دولار)                      | 14.62 مليار                    | 304.95 مليار                |
| الناتج المحلي الإجمالي (تعادل القوة الشرائية) بليون دولار | 34.65 مليار                    | 946.67 مليار                |
| الناتج المحلي الإجمالي الاسمي للفرد دولار أمريكي          | 8.27 ألف                       | 1.43 ألف                    |
| الناتج المحلي الإجمالي للفرد دولار أمريكي                 | 19.43 ألف                      | 4.81 ألف                    |
| مؤشر التنمية البشرية                                      | 0.684                          | 0.538                       |
| رمز المكالمات الدولي                                      | +241                           | +92                         |
| رمز الإنترنت                                              | .ga                            | .pk                         |
| المنطقة الزمنية                                           | ت ع م+01:00، توقيت غرب أفريقيا | ت ع م+05:00                 |

## منظمات دولية مشتركة
يشترك البلدان في عضوية مجموعة من المنظمات الدولية، منها:
| علم المنظمة | اسم المنظمة                               | تاريخ انضمام الغابون | تاريخ انضمام باكستان |
| ----------- | ----------------------------------------- | -------------------- | -------------------- |
|             | يونسكو                                    | 16 نوفمبر 1960       | 14 سبتمبر 1949       |
|             | الفريق المعني برصد الأرض                  | ?                    | ?                    |
|             | مؤسسة التمويل الدولية                     | 20 أكتوبر 1970       | 20 يوليو 1956        |
|             | منظمة التعاون الإسلامي                    | ?                    | ?                    |
|             | المركز الدولي لتسوية المنازعات الاستشارية | 14 أكتوبر 1966       | 15 أكتوبر 1966       |
|             | منظمة حظر الأسلحة الكيميائية              | ?                    | ?                    |
|             | منظمة التجارة العالمية                    | ?                    | ?                    |
|             | وكالة ضمان الاستثمار متعدد الأطراف        | 26 مارس 2003         | 12 أبريل 1988        |
|             | الاتحاد البريدي العالمي                   | ?                    | ?                    |
|             | الاتحاد الدولي للاتصالات                  | 28 ديسمبر 1960       | 26 أغسطس 1947        |
|             | منظمة الشرطة الجنائية الدولية             | ?                    | ?                    |
|             | الأمم المتحدة                             | 20 سبتمبر 1960       | 30 سبتمبر 1947       |
|             | البنك الدولي للإنشاء والتعمير             | 10 سبتمبر 1963       | 11 يوليو 1950        |

## وصلات خارجية
- موقع وزارة الخارجية الباكستانية